# خوزه مانوئل سمپر
خوزه مانوئل سمپر (انگلیسی: José Manuel Sempere؛ زادهٔ ۱۵ فوریهٔ ۱۹۵۸) بازیکن فوتبال اهل اسپانیا است.
از باشگاه‌هایی که در آن بازی کرده‌است می‌توان به باشگاه فوتبال اسپانیول و باشگاه فوتبال والنسیا اشاره کرد.
وی همچنین در تیم‌های ملی فوتبال زیر ۲۳ سال اسپانیا و Spain national football B team بازی کرده‌است.